# D'Artacán y los tres mosqueperros
D'Artacán y los tres mosqueperros (ワンワン三銃士 Wanwan Sanjushi?) es una serie de dibujos animados hispano-japonesa basada en la obra Los tres mosqueteros, de Alejandro Dumas. En el dibujo animado los personajes están representados mediante animales antropomorfizados, principalmente perros y por eso, en la versión española, el nombre del protagonista d'Artagnan ha sido modificado en una contracción con la palabra «can» (sinónimo de «perro» en español). A los mosqueteros se les aplica el mismo proceder y se les llama «mosqueperros».
La serie fue producida en 1981 por los estudios Nippon Animation en Japón y licenciada a BRB Internacional para España y otros países. La serie comenzó a emitirse el 9 de octubre de 1981. Justo un año después de su estreno, se emitió por primera vez en Televisión Española en octubre de 1982.

## Historia
Siguiendo la obra de Dumas, adaptada para una audiencia infantil, es la historia de d'Artacán (d'Artagnan en la novela de Dumas) desde su infancia en Gascuña. D'Artacán parte a París para convertirse en un "mosqueperro", allí conoce a los tres mosqueperros Amis (Aramis), Dogos (Porthos) y Pontos (Athos) y con ellos vive sus aventuras luchando contra los malvados planes del cardenal Richelieu. Se enamora de Julieta (Constance Bonacieux), sobrina del señor Bonancieux y doncella de confianza de la reina. Cuando consigue un hogar encuentra un ratón llamado Pom.

## Datos de la serie

### Versión original japonesa
- Número de episodios: 26 (24 emitidos en Japón)
- Duración por episodio: 25 minutos
- Año de producción: 1981
- Producción: Nippon Animation, MBS (Afiliada a TBS en Osaka)
- Guion: Akira Nakahara, Taku Sugiyama, Yoshihiro Kimura
- Música: Katsuhisa Hattori
- Diseño de personajes: Shuuichi Seki
- Storyboard: Taku Sugiyama, Shigeo Koshi, Fumio Kurokawa, Suzuki, Baba Ken, Saito Shuhokaku
- Supervisión de layout: Koji Mori
- Director de animación: Takao Ogawa
- Director artístico: Kobayashi Shichiro, Kazue Ito
- Técnico de color: Takasago Yoshiko
- Animadores: Sakai Shunichi, Kimura Keiichiro
- Animación adicional: Anime R[4]
- Productor: Endo Shigeo, Junzo Nakajima
- Director: Taku Sugiyama, Shigeo Koshi

### Versión licenciada por BRB para España y otros países
- Montaje: Soledad López
- Ayudante de montaje: Alicia Saavedra
- Efectos sala: Luis Castro
- Sonorización: Estudios Exa, S.A.
- Laboratorio: Fotofilm Madrid, S.A.
- Técnicos de sonido: Eduardo Fernández, Alfonso Pino, José María San Mateo, José Esquirol
- Edición musical: Cabum Magister
- Adaptación de diálogos: Manuel Peiro
- Dirección de producción: Luis Ballester
- Realización: BRB Internacional S.A
- Productor ejecutivo: Claudio Biern Boyd

### Temas musicales
Tema de apertura japonés ワンワン三銃士 (Wanwan sanjūshi?)
- Letra: Yoshiko Kayama
- Arreglos: Hattori Katsuhisa
- Interpreta: Maron Kusaka
- Coros: Coro infantil de Suginami

 Tema de cierre japonés そういうお主は？ (Sōiu o-aruji wa??)
- Letra: Yoshiko Kayama
- Arreglos: Hattori Katsuhisa
- Interpreta: Maron Kusaka

 Apertura y cierre español D'Artacán y los tres mosqueperros
- Compuesto por: Guido y Maurizio de Angelis
- Interpreta: Popitos

## Primera emisión en España
La serie fue emitida por TVE1 los sábados a las 15:30 horas entre el 9 de octubre de 1982 y el 9 de abril de 1983. Ese mismo año, la serie fue repuesta en TVE2 entre el 15 de agosto y el 30 de septiembre. Volvió a emitirse durante gran parte de la década de los 80 y principios de los 90 tanto en TVE como en La 2 de TVE.
Adquirió gran popularidad entre los jóvenes de la época, llegando a producir todo tipo de mercancía (camisetas, gorras, cromos, pegatinas etc). Actualmente se comercializa en DVD.

## Secuelas
Hay una continuación, producida en 1990 por BRB Internacional S/A, Thames Television y Wang Film Productions, llamada El retorno de D'Artacán, donde D'Artacán y Juliette viven en París con sus hijos. Consta de 26 capítulos y está basada en la obra El vizconde de Bragelonne. Esta serie comenzó a emitirse en España semanalmente el domingo 29 de septiembre de 1991 en TVE-1 a las 15:35 horas.
También hay una película que es un resumen de la serie, realizada con una selección de escenas de la misma.

## Episodio Piloto
Como muchas producciones,la serie contó un episodio piloto cuyos diseños varían de la versión final.
Este piloto subido a you tube en 2020, muestra a Dartacán de raza labrador en lugar de un beagle como otros personajes con distintos colores y aspectos.

## Personajes y actores de doblaje en la versión española
- D'Artacán: D'Artagnan de la obra de Dumas

Actor de voz: Eduardo Jover (ES), Adrián Fogarty (LA), Reinaldo Rojas (LA, redoblaje).
- Pontos: el mosqueperro Pontos (Athos) tiene el aspecto de un pastor alemán.

Actor de voz: Manuel Peiró (ES), Álvaro Tarcicio (LA), Henrique Palacios (LA, redoblaje).
- Dogos: el mosqueperro Dogos (Porthos) tiene el aspecto de un bulldog inglés.

Actor de voz: Jesús Nieto (ES), Álvaro Tarcicio (LA), Juan Guzmán (LA, redoblaje).
- Amis: el mosqueperro Amis (Aramis) tiene el aspecto de un springle spaniel

Actor de voz: José Luis Gil (ES), Arturo Casanova (LA), Randy Arias (LA, redoblaje).
- Señor de Treville: Capitán de los mosqueperros

Actor de voz: Claudio Rodríguez (actor) (ES), Alejandro Villeli (LA), Alí Rondón (LA, redoblaje).
- Juliette: La camarera de la reina Ana y novia de d'Artacán. (Constance)

Actor de voz: Gloria Cámara (ES), Toni Rodríguez (LA).
- Pom: Un ratón que vive en la casa de d'Artacán

Actor de voz: José Moratalla (ES), Álvaro Tarcicio (LA).
- Señor Bonancieux: El tío de Juliette y dueño de la casa donde se hospeda d'Artacán (en la novela de Dumas es el marido de Constance).

Actor de voz: Eduardo Moreno (ES)
- Cardenal Richelieu: El primer ministro de Francia, enemigo de los mosqueperros. Tiene su propio ejército. Busca tener cada vez más poder. Es representado como un zorro.

Actor de voz: Rafael de Penagos (ES), Humberto Vélez (LA).
- Conde Rochefort: Caballero a las órdenes del cardenal, enemigo de d'Artacán

Actor de voz: Víctor Agramunt (ES), Humberto Vélez (LA).
- Widimer: Capitán de los guardas del cardenal

Actor de voz: José Martínez Blanco (ES)
- Milady: Aliada del cardenal y enemiga de d'Artacán y de los tres mosqueteros. A diferencia de los demás personajes principales, que son caninos, ella es una gata.

Actor de voz: Ana Ángeles García (ES), Maru Guerrero (LA).
- Luis XIII: rey de Francia.

Actor de voz: Javier Dotú (ES), Sergio Barrios (LA)
- Ana de Austria: esposa de Luis XIII, reina de Francia. Tiene el aspecto de una collie.

Actor de voz: María Luisa Rubio (ES), Maru Guerrero (LA)
- Duque de Buckingham: Lord Presidente del Consejo, amante de la reina Ana.

Actor de voz: Juan Lombardero (ES)
- Planchet

Actor de voz: Daniel Dicenta (ES), Víctor Guajardo (LA)
- Rofty: El corcel de d'Artacán.

- Madre de d'Artacán

Actor de voz: Matilde Conesa (ES), Maru Guerrero (LA)

## Emisión internacional
- España: Emitida a partir del 9 de octubre de 1982 por TVE1 con el título D'Artacán y los tres Mosqueperros.
- Portugal: Emitida en 1983 por RTP con el título Dartacão e os Três Moscãoteiros
- Francia: Emitida en 1984 por TF1 en el programa Vitamine con el título Les 3 Mousquetaires'
- Brasil: Emitida en 1984 en TV Manchete en el programa Clube da Criança, presentado por Xuxa, con el título Lord Dog: Um cão ao serviço do rei. Mismo título utilizó SBT para emitir la serie en los shows Programa do Bozo y Domingo no Parque
- Reino Unido: Emitida en 1985 por BBC One con el título Dogtanian and the Three Muskehounds y posteriormente por ITV
- México: Emitida en la década de los 90 en Canal 5 de Televisa y posteriormente en Televisión Mexiquense.
- Perú: Emitida en 1993 por América Televisión.
- Chile: Emitida en la década de los 90 por Red TV y UCV Televisión en televisión abierta, y por un canal propio de niños de Cablevisión en la quinta región.

## Película
En agosto del 2021, se estrenó una película de animación en CGI para cines del mismo nombre, producida por Apolo Films con animación de Cosmos Maya (India).
Cuenta con animación de Paco Sáez.

## En otros medios
- En el cómic Nemo: Heart of Ice escrita por Alan Moore y Kevin O’Neill, D'Artacán aparece como uno de los habitantes de Megapatagonia.
- En el episodio "El ansia de poder" de la serie Mortadelo y Filemón, realizado también por BRB en coproducción con Antena 3, D'Artacán es presentado por el director general de la TIA como su sucesor, ante el asombro de todos.